# Sterphus batesi
Sterphus batesi är en tvåvingeart som först beskrevs av Shannon 1926.  Sterphus batesi ingår i släktet Sterphus och familjen blomflugor. Inga underarter finns listade i Catalogue of Life.